# Xerosomatini
A Xerosomatini a rovarok (Insecta) osztályának a botsáskák (Phasmatodea) rendjéhez, ezen belül a Pseudophasmatidae családjához tartozó nemzetség.

## Rendszerezés
A nemzetségbe az alábbi nemek tartoznak:
- Acanthometriotes
- Creoxylus
- Harpuna
- Isagoras
- Metriophasma
- Olinta
- Perliodes
- Planudes
- Prexaspes
- Xerosoma